# Veronica serpyllifolia
La veronica a foglie di serpillo (nome scientifico Veronica serpyllifolia L., 1753) è una pianta erbacea perenne appartenente alla famiglia delle Plantaginaceae.

## Etimologia
Il nome generico (Veronica) deriva dal personaggio biblico Santa Veronica, la donna che ha dato a Gesù un panno per asciugare il suo volto mentre è sulla via del Calvario. Alcune macchie e segni sui petali della corolla di questo fiore sembrano assomigliare a quelli del sacro fazzoletto di Veronica. Per questo nome di pianta sono indicate altre etimologie come l'arabo "viru-niku", o altre derivate dal latino come "vera-icona" (immagine vera). L'epiteto specifico (serpyllifolia) significa "simile alle foglie di serpillo" ossia del "Timo serpillo".
Il nome scientifico della specie è stato definito da Linneo (1707 – 1778), conosciuto anche come Carl von Linné, biologo e scrittore svedese considerato il padre della moderna classificazione scientifica degli organismi viventi, nella pubblicazione "Species Plantarum" - Edition 1: 12. del 1753.

## Descrizione

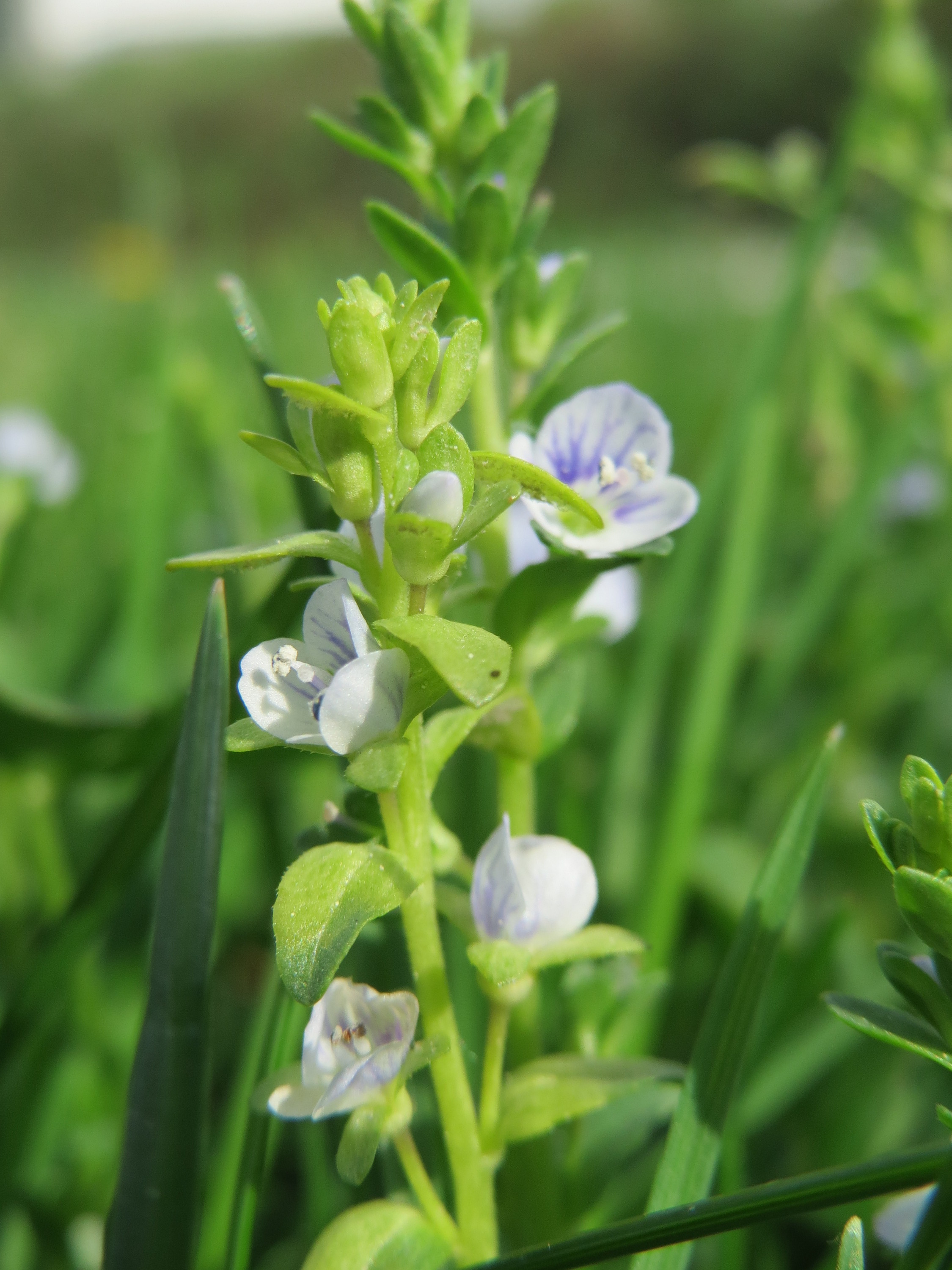
Il portamento

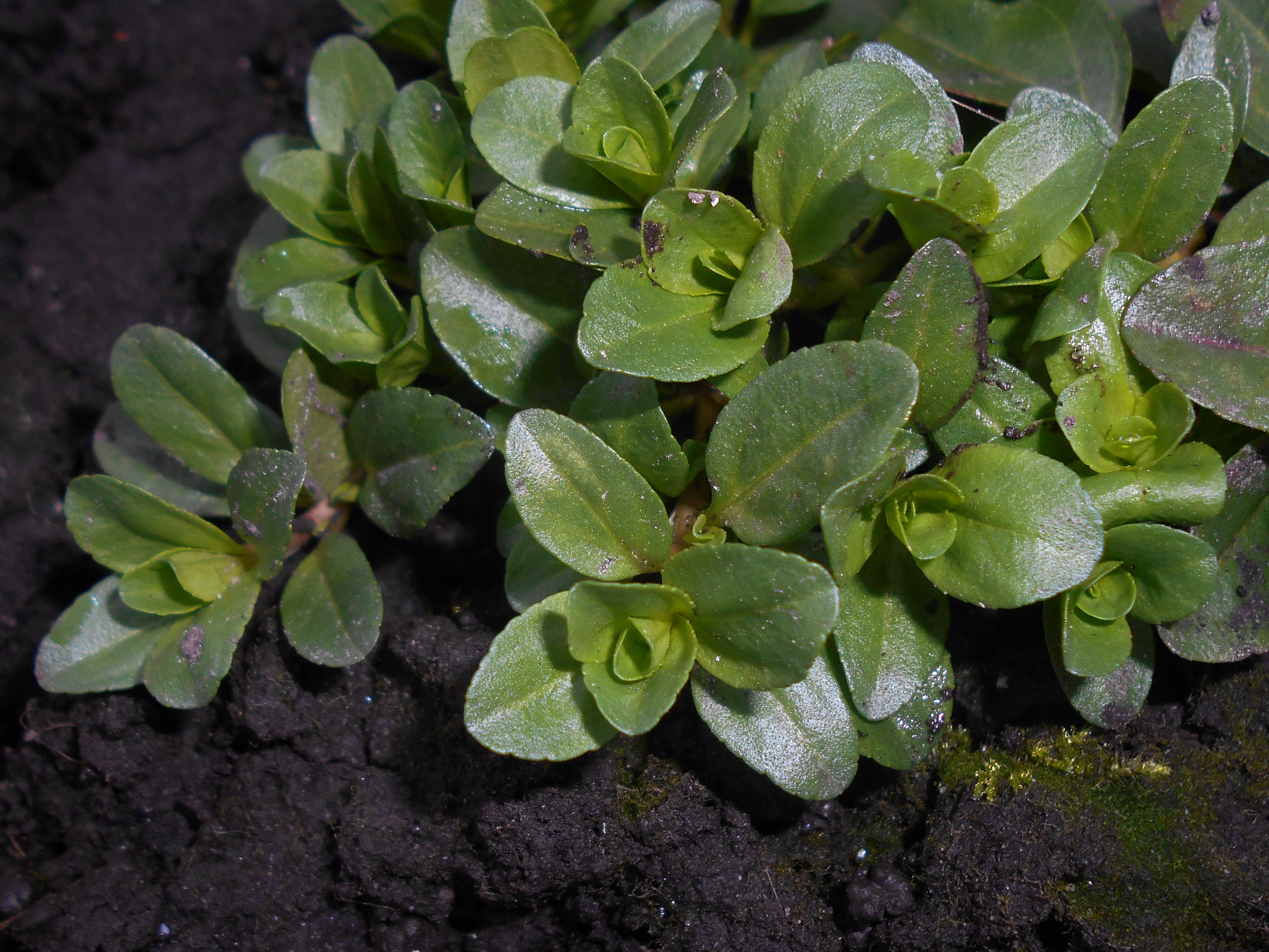
Le foglie

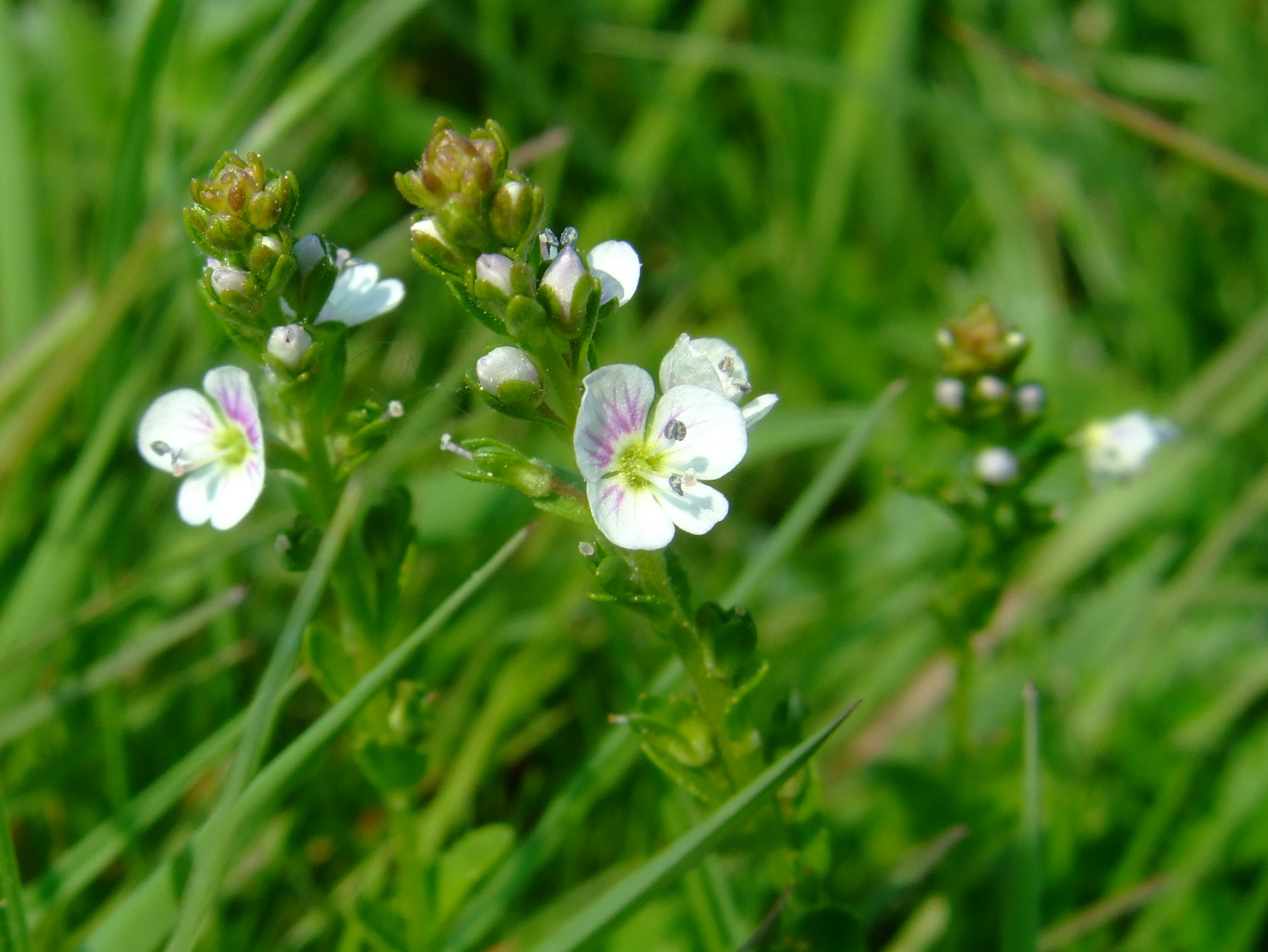
Infiorescenza

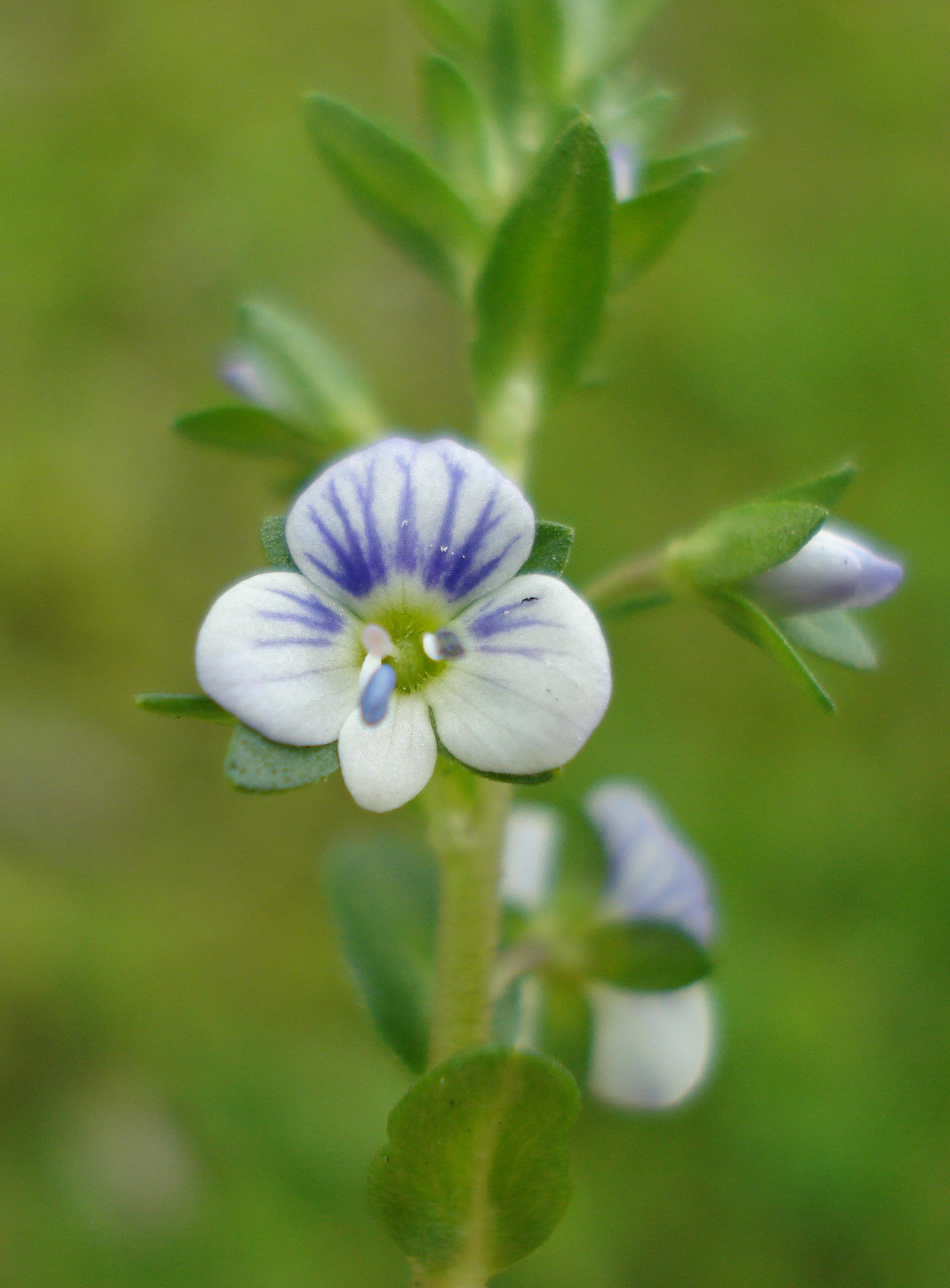
I fiori

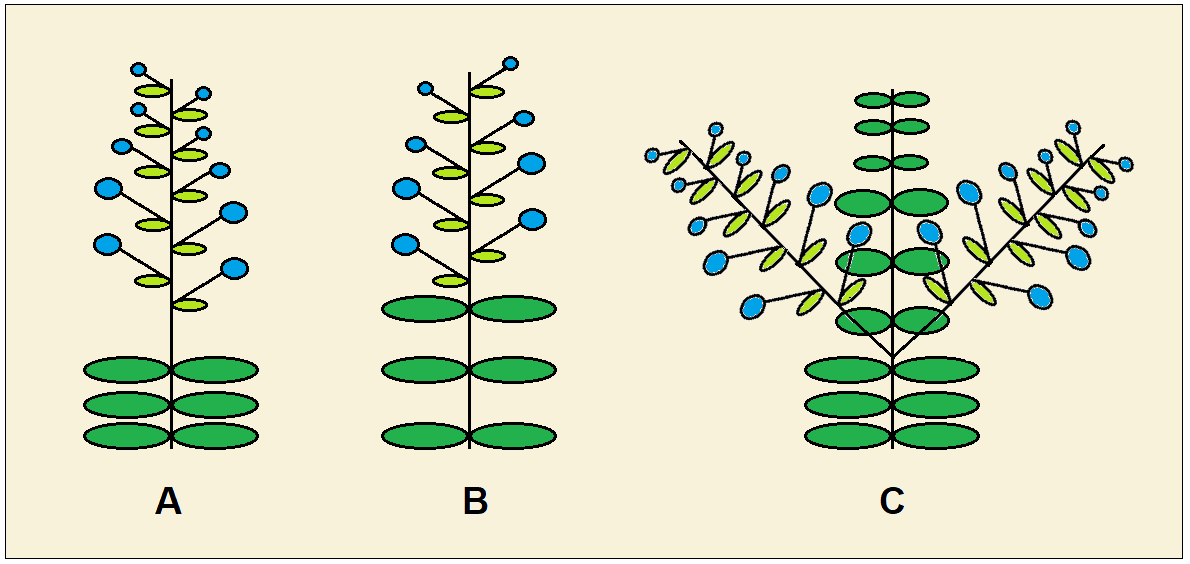
Racemi dell'infiorescenza: A) racemi terminali separati dalle foglie; B) racemi terminali non separati dalle foglie; C) racemi laterali

L'altezza di questa pianta varia tra 5 e 30 cm. La forma biologica è emicriptofita reptante (H rept), ossia in generale sono piante erbacee, a ciclo biologico perenne, con gemme svernanti al livello del suolo e protette dalla lettiera o dalla neve e mostrano un accrescimento aderente al suolo con carattere strisciante.

### Radici
Le radici sono fascicolate da rizomi lunghi e sottili.

### Fusto
La parte aerea del fusto è cespitosa, strisciante e poi eretta nella ramificazione (parte fiorifera). La superficie è brevemente pubescente (per peli pluricellulari anche ghiandolari) o glabra. I fusti fioriferi si formano da getti striscianti e sottili, a consistenza erbacea, colorati di verde-chiaro.

### Foglie
Le foglie lungo il caule sono disposte in modo opposto, sono subsessili o brevemente picciolate ed hanno delle forme da oblunghe (ovato-oblunghe) a subrotonde. I bordi sono crenato-seghettati o più o meno interi. La superficie, subglabra, è percorsa da 3 - 5 venature. Dimensione delle foglie: larghezza 5 – 13 mm; lunghezza 8 – 25 mm.

### Infiorescenza
Le infiorescenze sono dei racemi (sia terminali che ascellari) con 7 - 40 fiori. I racemi sono chiaramente separati dalla parte fogliare (tipo A - vedi figura). Nell'infiorescenza sono presenti delle brattee disposte in modo alterno (alla cui ascella generalmente si trova un fiore). I racemi sono provvisti di poche o molte ghiandole (peli multicellulari), o ne sono privi. I peduncoli dei fiori sono lunghi quanto le brattee (più o meno). Lunghezza dei peduncoli: 2 – 5 mm.

### Fiore
I fiori sono ermafroditi e tetraciclici (composti da 4 verticilli: calice – corolla – androceo – gineceo), pentameri (calice e corolla divisi in cinque parti). Larghezza della corolla: 5 – 8 mm.
- Formula fiorale:

X o * K (4-5), [C (4) o (2+3), A 2+2 o 2], G (2), capsula.
- Calice: il calice campanulato, gamosepalo e più o meno attinomorfo, è diviso in 4 profonde lacinie da ellittiche a ovali (il sepalo posteriore - il quinto - è mancante), con apice acuto.
- Corolla: la corolla è gamopetala e debolmente zigomorfa con forme tubolari (il tubo è corto) e terminante in quattro larghi lobi con forme da orbicolari a oblunghe (il lobo superiore è leggermente più grande - due lobi fusi insieme, quello inferiore è più stretto); i lobi sono disposti in modo patente. La corolla è resupinata; i lobi sono appena embricati. La corolla è colorata di biancastro, celeste o blu-violaceo.
- Androceo: gli stami sono due lunghi (gli altri tre sono abortiti) e sono più corti del tubo corollino. I filamenti sono adnati alla corolla. Le antere hanno due teche più o meno separate, uguali con forme arrotondate.
- Gineceo: il gineceo è bicarpellare (sincarpico - formato dall'unione di due carpelli connati). L'ovario (biloculare) è supero con forme ovoidi e compresso lateralmente. Gli ovuli per loculo sono da numerosi a pochi (1 - 2 per loculo), hanno un solo tegumento e sono tenuinucellati (con la nocella, stadio primordiale dell'ovulo, ridotta a poche cellule).[13] Lo stilo filiforme con stigma capitato e ottuso è lungo come l'insenatura della corolla. Il disco nettarifero è presente nella parte inferiore della corolla (sotto l'ovario). Lo stilo è lungo circa 2 - 3,5 mm e sporge dall'insenatura.

### Frutti
Il frutto è del tipo a capsula divisa fino a metà in due lobi. I bordi sono profondamente smarginati e la superficie è pubescente per peli ghiandolari. La forma è ovoide (o subrotonda - più larga che lunga) compressa; la capsula in genere è lunga quanto il calice. La deiscenza è loculicida. I semi sono numerosi (20 - 30) con forme appiattite, colorati di giallo chiaro e gelatinosi se inumiditi. Dimensioni della capsula: larghezza 4 – 6 mm; lunghezza 3 – 4 mm. Dimensione dei semi: larghezza 0,5 - 0,7 mm; lunghezza 0,7 - 0,9 mm.

## Riproduzione
- Impollinazione: l'impollinazione avviene tramite insetti (impollinazione entomogama).
- Riproduzione: la fecondazione avviene fondamentalmente tramite l'impollinazione dei fiori (vedi sopra).
- Dispersione: i semi cadendo a terra (dopo essere stati trasportati per alcuni metri dal vento – disseminazione anemocora) sono successivamente dispersi soprattutto da insetti tipo formiche (disseminazione mirmecoria).

## Tassonomia
La famiglia di appartenenza (Plantaginaceae) è relativamente numerosa con un centinaio di generi. La classificazione tassonomica di questa specie è in via di definizione in quanto fino a poco tempo fa il suo genere apparteneva alla famiglia delle Scrophulariaceae (secondo la classificazione ormai classica di Cronquist), mentre ora con i nuovi sistemi di classificazione filogenetica (classificazione APG) è stata assegnata alla famiglia delle Plantaginaceae; anche i livelli superiori sono cambiati (vedi il box tassonomico iniziale). Questa pianta appartiene alla sottotribù Veroniciinae (tribù Veroniceae e sottofamiglia Digitalidoideae). Il genere Veronica è molto numeroso con oltre 250 specie a distribuzione cosmopolita.

### Filogenesi
La specie V. serpyllifolia appartiene alla sezione Veronicastrum Koch caratterizzata da piante perenni con racemi terminali. 
Studi più recenti hanno descritto la V. serpyllifolia all'interno del subgenere Beccabunga (Hill) Dumort. comprendente i gruppi di V. beccabunga, V. sepyllifolia e quelli annuali di V. acinifolia.
Inoltre la specie di questa voce fa parte del Gruppo di V. serpyllifolia insieme alla specie Veronica repens Clarion ex DC. (distribuita nel Mediterraneo occidentale). Le due specie si distinguono soprattutto per l'infiorescenza: V. serpyllifolia ha 7 - 40 fiori con corolle larghe 5 – 8 mm;  V. repens ha 2 - 6 fiori con corolle larghe 10 – 12 mm. Il numero cromosomico di questo gruppo é: 2n = 14.

### Sottospecie
Per questa specie sono riconosciute valide le seguenti sottospecie:

#### Sottospecieserpyllifolia

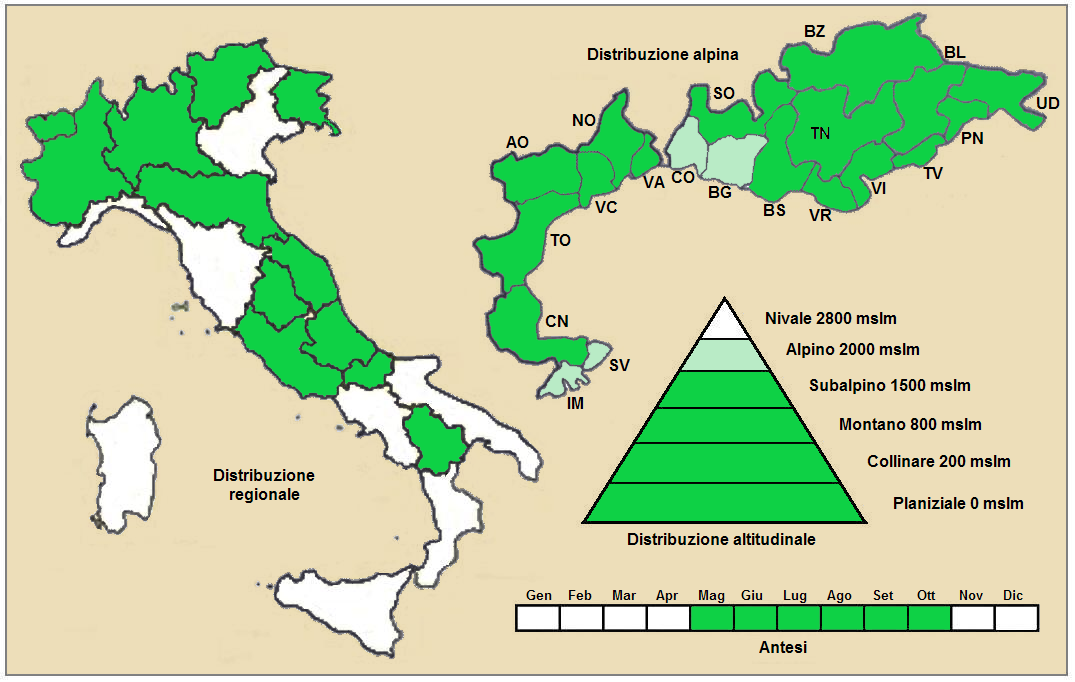
Distribuzione della sottospecie serpyllifolia
(Distribuzione regionale – Distribuzione alpina)

- Nome: Veronica sepyllifolia subsp. serpyllifolia.
- Descrizione: (vedi il paragrafo "Descrizione").
- Fioritura: da maggio a ottobre.
- Geoelemento: il tipo corologico (area di origine) è Eurosiberiano o anche Circumboreale divenuto Subcosmopolita.
- Distribuzione: in Italia è una specie comune nelle Alpi (altrimenti è rara). Nel resto delle Alpi è ovunque presente. Sugli altri rilievi europei collegati alle Alpi si trova nel Massiccio del Giura, Massiccio Centrale, Pirenei e Carpazi.[18]
- Habitat: l'habitat tipico per questa pianta sono i luoghi subumidi come i prati, i pascoli, i bordi delle vie, strade forestali e i consorzi di erbe alte. Il substrato preferito è calcareo ma anche siliceo con pH neutro, alti valori nutrizionali del terreno che deve essere mediamente umido.[18]
- Distribuzione altitudinale: sui rilievi queste piante si possono trovare fino a 2.500 m s.l.m. (fino a 4.700 m s.l.m. in Cina[12]); frequentano quindi il piano vegetazionale collinare, montano, subalpino e in parte quello alpino (oltre a quello planiziale).
- Dal punto di vista fitosociologico alpino la sottospecie di questa voce appartiene alla seguente comunità vegetale:[18]

Formazione: delle comunità delle macro- e megaforbie terrestri
Classe: Molinio-Arrhenatheretea
Ordine: Arrhenatheretalia elatioris
Alleanza: Cynosurion
- Per l'areale completo italiano la sottospecie di questa voce appartiene alla seguente comunità vegetale:[19]

Macrotipologia: vegetazione delle praterie
Classe: Molinio-arrhenatheretea Tüxen, 1937
Ordine: Trifolio repentis-phleetalia pratensis Passarge, 1969
Alleanza: Cynosurion cristati Tuxen, 1947
Descrizione. L'alleanza Cynosurion cristati è relativa alle praterie perenni, mesofile (falciate almeno una volta l’anno), che si sviluppano in aree collinari e montane con termotipo mediamente temperato e mediterraneo. I substrati sui quali si sviluppa questa alleanza, principalmente derivanti da rocce calcaree, marnose o arenacee, devono essere abbastanza profondi e devono avere una buona disponibilità idrica ed essere ricchi in nutrienti. La morfologia del terreno in genere è pianeggiante o debolmente pendente. La distribuzione dell'alleanza è relativa a tutta l’Europa temperata ed aree limitrofe. In Italia è più diffusa nel settore peninsulare (limite meridionale della cenosi).
Specie presenti nell'associazione:  Cynosurus cristatus, Lolium perenne, Phleum pratense, Phleum bertolonii, Anthoxanthum odoratum, Poa pratensis, Poa trivialis, Festuca pratensis, Festuca arundinacea, Trifolium repens, Trifolium pratense, Bellis perennis, Taraxacum gr. officinale e Leontodon autumnalis.
Altre alleanze per questa specie sono:
- Poion alpinae Games ex Oberdorfer, 1950

#### Sottospeciehumifusa

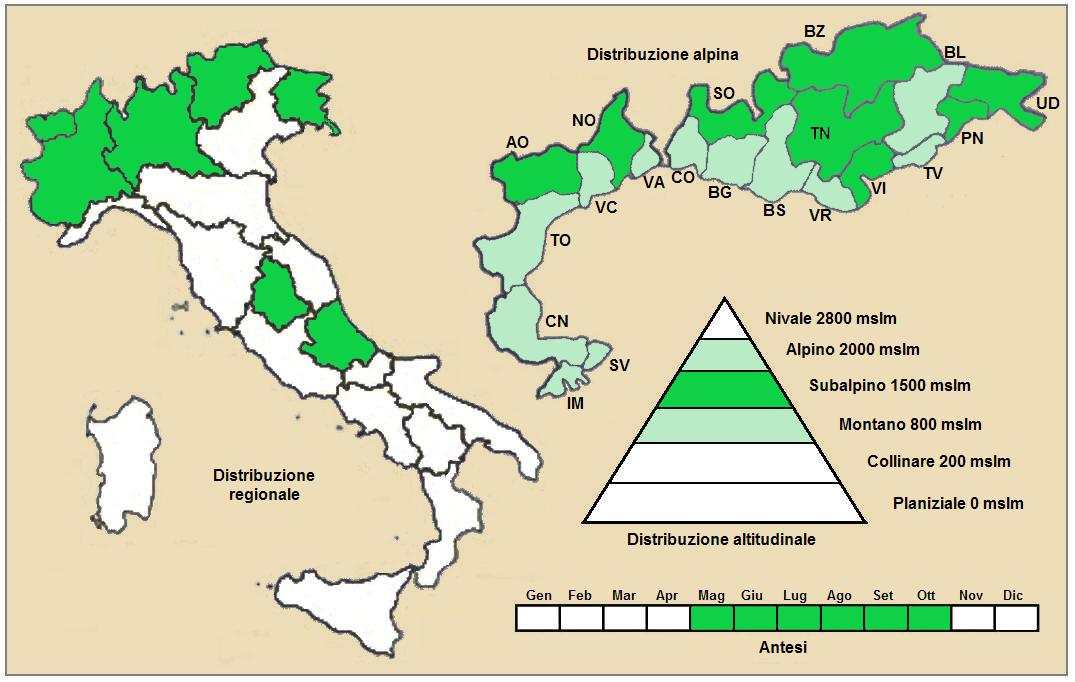
Distribuzione della sottospecie humifusa
(Distribuzione regionale – Distribuzione alpina)

- Nome: Veronica sepyllifolia subsp. humifusa (Dicks.) Syme, 1866.
- Descrizione: rispetto al tipo più comune questa sottospecie è variabile nell'altezza (5 – 12 cm); a quote più elevate il portamento è più contratto, i fiori sono pochi e più grandi[21] e maggiormente ghiandolosi, la corolla è più scura.
- Geoelemento: il tipo corologico (area di origine) è Artico - Alpino.
- Distribuzione: nelle Alpi ha una distribuzione discontinua (soprattutto a basse quote). Sugli altri rilievi europei collegati alle Alpi si trova nella Foresta Nera, Vosgi, Massiccio del Giura, Massiccio Centrale, Pirenei e Carpazi.[18] Nel resto dell'Europa è distribuita dal Portogallo alla Russia e dall'Islanda alla Grecia.[16]
- Habitat: l'habitat tipico per questa pianta sono i riposi del bestiame, sorgenti e cadute d'acqua, prati e pascoli mesofili.  Il substrato preferito è calcareo ma anche siliceo con pH neutro, alti valori nutrizionali del terreno che deve essere umido.[18]
- Distribuzione altitudinale: sui rilievi queste piante si possono trovare fino a 2.500 m s.l.m. (ma non a basse quote); frequentano quindi il piano vegetazionale subalpino e in parte quello alpino e quello montano.
- Dal punto di vista fitosociologico alpino la sottospecie di questa voce appartiene alla seguente comunità vegetale:[18]

Formazione: comunità delle macro- e megaforbie terrestri
Classe: Molinio-Arrhenatheretea
Ordine: Arrhenatheretalia elatioris
Alleanza: Poion alpinae
- Per l'areale completo italiano la sottospecie di questa voce appartiene alla seguente comunità vegetale:[19]

Macrotipologia: vegetazione delle praterie
Classe: Molinio-arrhenatheretea Tüxen, 1937
Ordine: Plantaginetalia majoris Tüxen ex Von Rochow, 1951
Alleanza: Poion supinae Rivas-Martinez & Gehu, 1978
Descrizione. L'alleanza Poion supinae è relativa alle comunità orofite sia temperate che mediterranee con terreni pascolati e continuamente calpestati. In particolare i pascoli sono caratterizzati dalla presenza di specie perenni (Poa supina), o associati a un fitto tappeto di alchemille. Sono presenti stazioni lungamente innevate e fresche anche d'estate. Queste cenosi si sviluppano anche nelle vicinanze degli abbeveratoi e delle recinzioni del bestiame. La distribuzione di questa alleanza è relativa alle alte montagne europee: Pirenei, Alpi e montagne balcaniche. Sulle Alpi italiane si rinvengono in modo discontinuo su tutto il territorio.
Specie presenti nell'associazione: Poa supina, Alchemilla, Spergularia capillacea, Taraxacum dissectum, Trifolium badium, Capsella bursa-pastoris, Trifolium repens.

#### Sottospecietrichocaulis
- Nome: Veronica serpyllifolia subsp. trichocaulis Peev, 1975
- Distribuzione: Bulgaria

#### Altre sottospecie
Pignatti nella "Flora d'Italia" segnala la sottospecie nummularioides (Lecoq & Lamotte) Dostál che in altre checklist è considerata un sinonimo della specie principale e la specie Veronica tenella All. accettata da alcune checklist ma non da altre.
Altre ricerche individuano una varietà (Veronica sepyllifolia var. serpyllifolia) con molti fiori piccoli in genere bianchi e distribuzioni a basse altitudini.

### Sinonimi
Questa entità ha avuto nel tempo diverse nomenclature. L'elenco seguente indica alcuni tra i sinonimi più frequenti:
- Cardia multiflora Dulac
- Veronica funesta  J.F. Macbr. & Payson
- Veronica ruderalis  Vahl
- Veronica serpyllifolia subsp. neomexicana Cock.
- Veronica serpyllifolia subsp. nummularioides  Dostál
- Veronica serpyllifolia var. nummularioides  Lecoq & Lamotte
- Veronica serpyllifolia var. serpyllifolia
- Veronicastrum serpyllifolium  (L.) Fourr.

#### Sinonimi della sottospeciehumifusa
- Veronica apennina Tausch
- Veronica balcanica  Velen.
- Veronica humifusa  Dicks.
- Veronica serpyllifolia var. humifusa  (Dicks.) Vahl

## Altre notizie
La veronica con foglie di serpillo in altre lingue è chiamata nei seguenti modi:
- (DE)  Gewöhnlicher Quendel-Ehrenpreis
- (FR)  Véronique à feuilles de serpolet
- (EN)  Thyme-leaved Speedwell